# 測試點

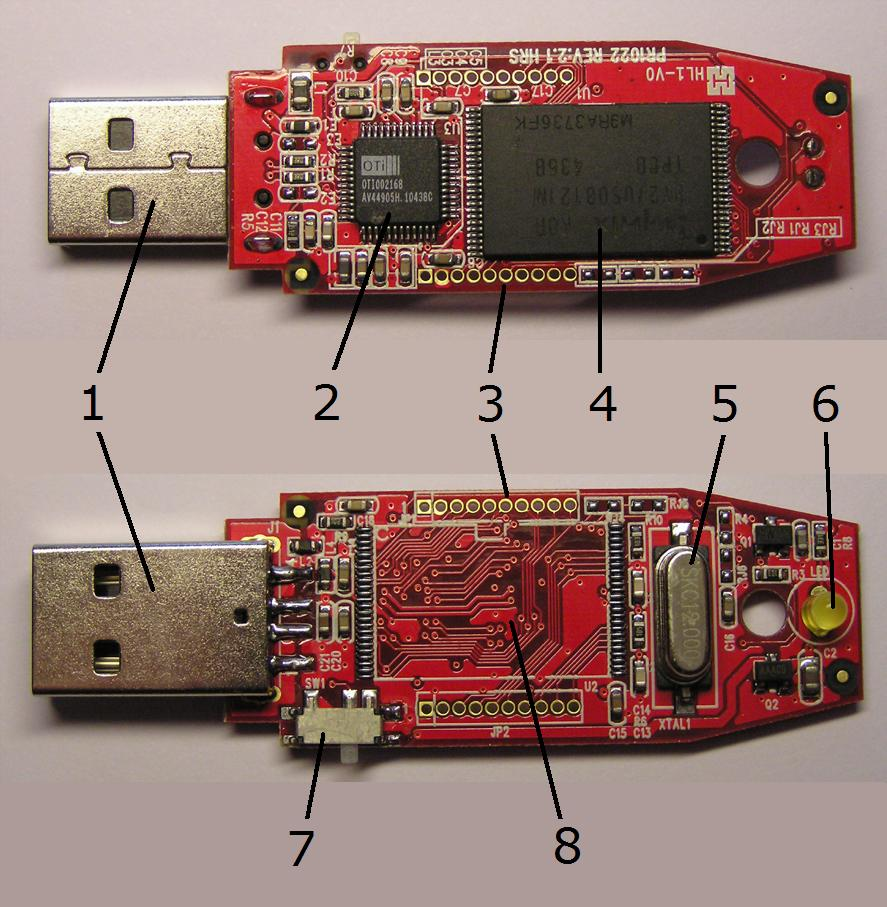
闪存盘上方的二行針孔（圖中標示3的位置）即為在製造時需要的測試點

測試點（test point）是電路中用來確認電路狀態，或是注入測試訊號的點。測試點有以下二種用途：
- 在生產製造時，會用測試點來確認電路上的元件是否正常運作，若測試有問題，會將產品移出生產線，進行檢修並且重工，以修正生產製造上的問題。
- 在產品賣給客戶後，若產品功能不正確，需要維修，或是元件有更換，需要重新校正，也會透過測試點來進行。

測試點上可以有標示，上面可能會有適合鱷魚夾的孔，或是有配合測試治具的接頭。
若是現代應用小型化表面安装技术的電子產品，測試點會是一排沒有標示、有鍍錫的焊垫。產品會放在測試治具，固定該設備，會有特製的連接器壓入測試點中，進行測試。